# Dendroleon kiungaensis
Dendroleon kiungaensis är en insektsart som beskrevs av Tim R. New 1990. Dendroleon kiungaensis ingår i släktet Dendroleon och familjen myrlejonsländor. Inga underarter finns listade i Catalogue of Life.